# 圣克莱尔 (阿尔代什省)
圣克莱尔（法語：Saint-Clair，法語發音：[sɛ̃ klɛʁ] ⓘ）是法国阿尔代什省的一个市镇，属于罗讷河畔图尔农区。

## 地理
圣克莱尔（45°16'42"N, 4°40'50"E）面积5.81 平方千米，位于法国奥弗涅-罗讷-阿尔卑斯大区阿尔代什省，该省份为法国东南部内陆省份，北起顺时针与卢瓦尔省、伊泽尔省、德龙省、沃克吕兹省、加尔省、洛泽尔省和上盧瓦爾省接壤。
与圣克莱尔接壤的市镇（或旧市镇、城区）包括：布略莱萨诺奈、达韦济约、波格尔、萨瓦。

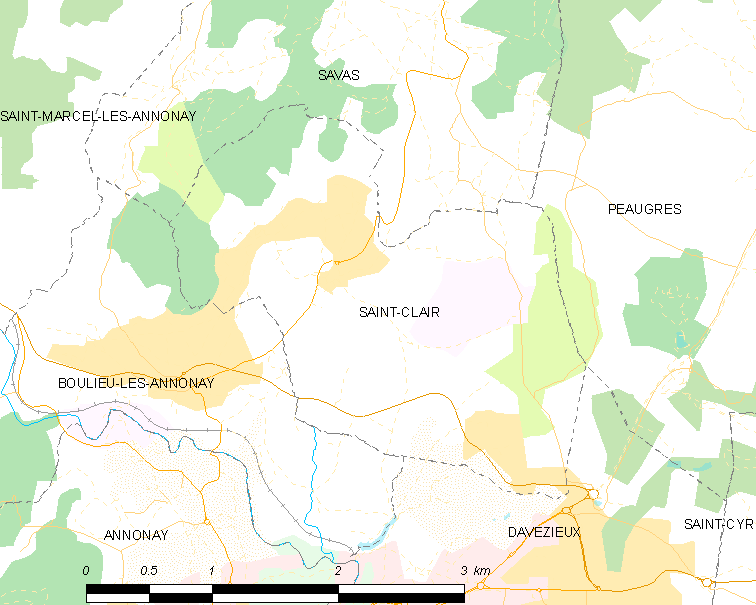
的OSM定位图

圣克莱尔的时区为UTC+01:00、UTC+02:00（夏令时）。

## 行政
圣克莱尔的邮政编码为07430，INSEE市镇编码为07225。

## 政治
圣克莱尔所属的省级选区为阿诺奈第一县。

## 人口

1962-2008年间人口变化图示

圣克莱尔于2022年1月1日时的人口数量为1292人。